# Északkeleti indiánok
Az északkeleti indiánok az Appalache-hegységtől északra és a Nagy-tavak körül élő népek gyűjtőneve.

## Területük és környezetük
Északkelet erdős, tavak és folyók szabdalta térség, mely a Nagy-tavaktól és a Szent Lőrinc-folyótól északra elterülő gleccserek vájta, sziklás vidéktől az Atlanti-óceán mentén a Mississippi és az Ohio völgyében húzódó tágas, meleg éghajlatú és termékeny síkságokig terjed.

## A törzsek listája
- abenakik vagy abnakik
- adenák
- algonkinok
- delaverek
- déli odzsibvék vagy déli csipuak
- északi odzsibvék vagy északi csipuak
- hopewelliek
- huronok
- illinivek vagy ilinoik
- irokézek
  - kajugák
  - móhaukok
  - onejdák
  - onandágák
  - szenekák
  - tuszkarórák
- kikapúk
- menáminik
- mikmakok
- nipisszingek
- otavák
- pekotok
- póheten indiánok
- saunik vagy sónik
- semlegesek
- tobakók
- vampanoagok
- vinnebégók

## Életmódjuk
E kulturális térség északi pereme, a hatalmas fenyvesekkel határos sarkkör alatti terület népei a kései olvadással és a csípős, korai fagyokkal éltek együtt, melyek elpusztították volna a déli szomszédaik által termesztett kukoricát és egyéb kultúrnövényeket. Így az északi odzsibvék, az abenakik, a mikmakok és más északi algonkin nyelvű csoportok nyírfakéreg kenuikon a vadászat és gyűjtögetés és a halászat évszakonkénti körforgásában, a látszólag végtelen tavakat és vízi utakat járva, nomád életmódot folytattak. A délebbi kertészkedő törzsek távoli ősei vélhetően ehhez nagyon hasonló életmódot követtek. Nagyvadvadászok rendkívül mozgékony csoportjai által hátrahagyott táborhelyeket már talán a Kr. e. 16 000 körüli időből is tártak fel, amikor északot még gleccserek takarták.
Az algonkin nyelvű népek a területükön való vándorlásuk közben gyakran állítottak fel kéreggel vagy állatbőrökkel fedett, egyszerű, kúpos tipiket vagy sátrakat. Az állandóbb nyári és téli szállásaikon, ahonnét kirajzottak élelmet gyűjteni, vigvamokat építettek, melyeknek összevarrt nyír- és szilfakéreggel vagy állatbőrökkel fedett, vékony ágakból kialakított, kifinomult kupolaszerkezete volt.
Az északi erdővidék lakói sokféle élelmiszernövényt gyűjtöttek a vadrizstől, más nevén tuszkarórától (Zizania aquatica) a tavak szélein termő magvas füvekig és az áfonyáig, mely nyalánkságért a medvékkel versengtek a tűz perzselte domboldalakon. Kisebb szarvasfélékre és a nagy testű jávorszarvasra vadásztak, és a zsákmányt az állatszellemek ajándékaként tisztelték, melyekre a vadászok olykor saját őseikként tekintettek. A mikmakok kőből vagy vesszőfonatból készítettek angolnafogáshoz varsákat, és tengerjáró kenuikon delfinekre vadásztak.
A félnomád élet kevésbé volt kényszerű a Felső- és az Erie-tótól délre, ahol termékeny talajréteg borítja a sziklaágyat, és a szívós luc- és jegenyefenyőt az erdeifenyő és a lombhullató erdő váltja fel. A hosszabb nyarak és az enyhébb telek megengedik a kukorica, a bab és a tök termesztését. Az olyan algonkin nyelvű népek, mint az illinivek, a déli odzsibvék és a menáminik, északi szomszédaiknál letelepedettebb életmódot alakítottak ki. Ugyanez érvényes a vinnebégókra és más sziú nyelvű népekre éppúgy, mint a delaverekre, a vampanoagokra és az Atlanti-part síkságának többi népére is. A vadászat és a gyűjtögetés náluk is fontos maradt - különösen azok számára, akik élni tudtak a kagylógyűjtögetéssel és a tenger kínálta sok egyéb erőforrással -, de életük ritmusát a mezőgazdasági idény határozta meg.

## Történelmük és kultúráik
A mezőgazdaság hatása különösen azokban a halomépítő kultúrákban követhető nyomon, amelyek a termékeny folyóvölgyekben körülbelül Kr. e. 500-tól kezdve bontakoztak ki. Az adenák vadászok és gyűjtögetők voltak de az Ohio-völgy annyira gazdag volt erőforrásokban, hogy kifinomult szertartásrendet és vallásos életet tudtak kifejleszteni, mely monumentális földépítményekben fejeződött ki. Ezek közé tartozik például a Nagy Kígyó-halom. Mikor a térségben több évszázaddal később kibontakozott a Hopewell-kultúra, ennek hordozói még erőteljesebb és bonyolultabb társadalmat alkottak. Úgy tűnik, hogy a környező, többé-kevésbé egyenlőségre épülő társadalmaktól eltérően a Hopewell-kultúra emberei teremtő energiáikat a társadalmi és vallási vezetőkre pazarolták.
Művészetük remeke szabott kő-, kerámia-, fa- és fémtárgyai mellett egy hatalmas, vallási célzatú halomegyüttest hagytak maguk után az Ohióban fekvő mai Hopewell város közelében, melyről a kultúra a nevét nyerte. A hopewelliek végső soron csaknem 500 éven át alakították a Középnyugat kulturális életét a Nagy-tavaktól a Mexikói-öbölig. A hopewellieket Kr. u. 700 tájékán követő Mississippi-kultúra folytatta ezeket a fejlett hagyományokat, de a Mississippi völgyén túl az északkeleti mezőgazdasági társadalmak vallási élete többé nem ért el hasonló szintet.

## A fehérek behatolásának következményei
Samuel de Champlain francia felfedező 1615-ben a huronok közt tartózkodva megfigyelte, hogy az asszonyok kukoricát őröltek, mellyel prémekért és más erdei termékekért cserébe az algonkinokkal kereskedtek.
De Champlain és a többi francia kereskedő is prémeket akart, de nem a törzsek közti kereskedelemre jellemző kis mennyiségben. Cserébe ők, puskákat, késeket, edényeket, ruhát, égetett szeszt és egyéb árukat kínáltak fel. E cikkek némelyike komolyan befolyásolta a bennszülött kultúrát, megnövelte a vadászat jelentőségét, és elsorvasztotta a hagyományos kéziipart. Az alkohol tönkretette a törzsi életet. 1635-re a huronok területéről lényegében kihalt a hód, de ők a prémeket a nipisszingektől és az otaváktól is be tudták szerezni. Az irokézek is kereskedtek a prémekkel, és miután tartalékaik kimerültek, a huronok versenytársaivá váltak. 1649-ben megtámadták a huronokat, és átvették a prémkereskedelem fölötti ellenőrzést.
Az 1840-es években Európában a hódprém kiment a divatból, és a prémkereslet lecsökkent. Erre az időre azonban már csupán néhány prémes állat maradt az északkeleti erdőkben.